# فرودگاه شهری رد بلاف
 فرودگاه شهری رد بلاف (به انگلیسی: Red Bluff Municipal Airport) یک فرودگاه همگانی است که یک باند فرود آسفالت دارد و طول باند آن ۱۷۳۷ متر است. این فرودگاه در کشور ایالات متحده آمریکا قرار دارد و در ارتفاع ۱۰۷ متری از سطح دریا واقع شده است.